# اولایا (انتیوکیا)
اولایا (انگلیسی: Olaya, Antioquia) نام یک منطقه مسکونی در کلمبیا است.